# Crematogaster borneensis
Crematogaster borneensis är en myrart som beskrevs av Andre 1896. Crematogaster borneensis ingår i släktet Crematogaster och familjen myror.

## Underarter
Arten delas in i följande underarter:
- C. b. borneensis
- C. b. capax
- C. b. harpyia
- C. b. hosei
- C. b. insulsa
- C. b. macarangae
- C. b. novem
- C. b. sembilana
- C. b. symbia